# فيكتور بالودا
فيكتور بالودا (بالروسية: Балуда, Виктор Михайлович) مواليد 30 سبتمبر 1992 في موسكو، هو لاعب كرة مضرب روسي يلعب باليد اليمنى. أعلى تصنيف له في الفردي كان المركز الـ 290 في سنة 2013. أعلى تصنيف له في الزوجي كان المركز الـ 115 في سنة 2014.

## روابط خارجية
- فيكتور بالودا على موقع رابطة محترفي التنس (الإنجليزية)
- فيكتور بالودا على موقع الاتحاد الدولي لكرة المضرب (الإنجليزية)
- فيكتور بالودا على موقع كأس ديفيز (الإنجليزية)
- فيكتور بالودا على موقع خلاصة التنس.كوم (الإنجليزية)
- فيكتور بالودا على موقع إي إس بي إن.كوم (الإنجليزية)
- فيكتور بالودا على موقع أوليمبيديا (الإنجليزية)